# Шесть условий Сталина (тезисы)
Шесть условий Сталина — комплекс хозяйственно-политических мероприятий из выступления Сталина «Новая обстановка — новые задачи хозяйственного строительства». Выступление проходило 23 июня 1931 года на совещании, организованном при ЦК ВКП(б) для представителей хозяйственных организаций, объединённых Высшим советом народного хозяйства СССР и Народным комиссариатом снабжения СССР. Эти условия подводили итог и были основаны на прениях хозяйственников. Речь была опубликована в газете «Правда» 5 июля 1931 года.
Было развёрнуто всесоюзное движение по внедрению условий. Текст распространялся брошюрами, а также небольшими книжками наподобие цитатника Мао. Был выпущен одноимённый планёр.
Список условий:
1. Организованно набирать рабочую силу в порядке договоров с колхозами, механизировать труд.
2. Ликвидировать текучесть рабочей силы, уничтожить уравниловку[a], правильно организовать зарплату, улучшить бытовые условия рабочих (подробнее см. Борьба с тунеядством и текучестью кадров в СССР, а также Указ о запрещении самовольного ухода рабочих и служащих с предприятий и учреждений).
3. Ликвидировать обезличку, улучшить организацию труда, правильно расставить силы на предприятии.
4. Добиться того, чтобы у рабочего класса СССР была своя собственная производственно-техническая интеллигенция (подробнее см. «советская интеллигенция»).
5. Изменить отношение к инженерно-техническим силам старой школы (подробнее см. «лишенцы»), проявлять к ним побольше внимания и заботы, смелее привлекать их к работе.
6. Внедрять и укреплять хозрасчёт, поднять внутрипромышленное накопление.

## Комментарии
1. ↑  Одинаковый уровень оплаты сдельной работы выполненной по разному. И за худший и за лучший продукт плата была одинаковой.